# Baretta
Baretta är en amerikansk TV-serie med 82 avsnitt från 1975–1978, fördelad på fyra säsonger, med Robert Blake i huvudrollen.
Det är en deckarserie som handlar om en polis som bor i en ganska förfallen lägenhet och kör en Chevrolet Impala -66. Han har goda kontakter med den undre världen men försöker ställa saker till rätta. Han har också en större gultofskakadua som husdjur.
Ledmotivet till serien, "Keep Your Eye On The Sparrow", sjöngs av Sammy Davis, Jr..

## Fredagsdeckare i svensk TV
I Sverige sändes första säsongen, tolv avsnitt, som fredagsdeckare på TV2 3 oktober 1975–16 januari 1976. Den gavs ut på DVD 2013.
1. Håll masken, Tony Baretta! (3 oktober 1975)
2. Krypskytten (10 oktober 1975)
3. En mot alla (17 oktober 1975)
4. Tjallet (31 oktober 1975)
5. Han ser aldrig dagsljuset igen (7 november 1975)
6. ...var vid försvinnandet iklädd... (14 november 1975)
7. Ta från de rika... (28 november 1975)
8. Mordbrännaren (5 december 1975)
9. Jagad av de egna (12 december 1975)
10. Den motvillige langaren (2 januari 1976)
11. Polare i stöten (9 januari 1976)
12. Brott i bilden (16 januari 1976)